# Walter Francis Sullivan
Walter Francis Sullivan, né le 10 juin 1928 à  Washington et mort le 11 décembre 2012 à Richmond, est un prélat catholique américain.

## Biographie
Walter Francis Sullivan est ordonné prêtre en 1953. En 1970, il est nommé  évêque auxiliaire de  Richmond  et évêque titulaire de Selsea (de). En 1974 il devient évêque de   Richmond. Sullivan prend sa retraite en 2003.
L'évêque Sullivan est  un chef de file national du mouvement de la communauté religieuse pour la justice et  la paix. Il a servi comme évêque-président de Pax Christi USA, de 1991 à 2001.

## Succession apostolique
Walter Francis Sullivan a ordonné les évêques suivants :
- Évêque David Edward Foley (en) (1986)